# Kalette

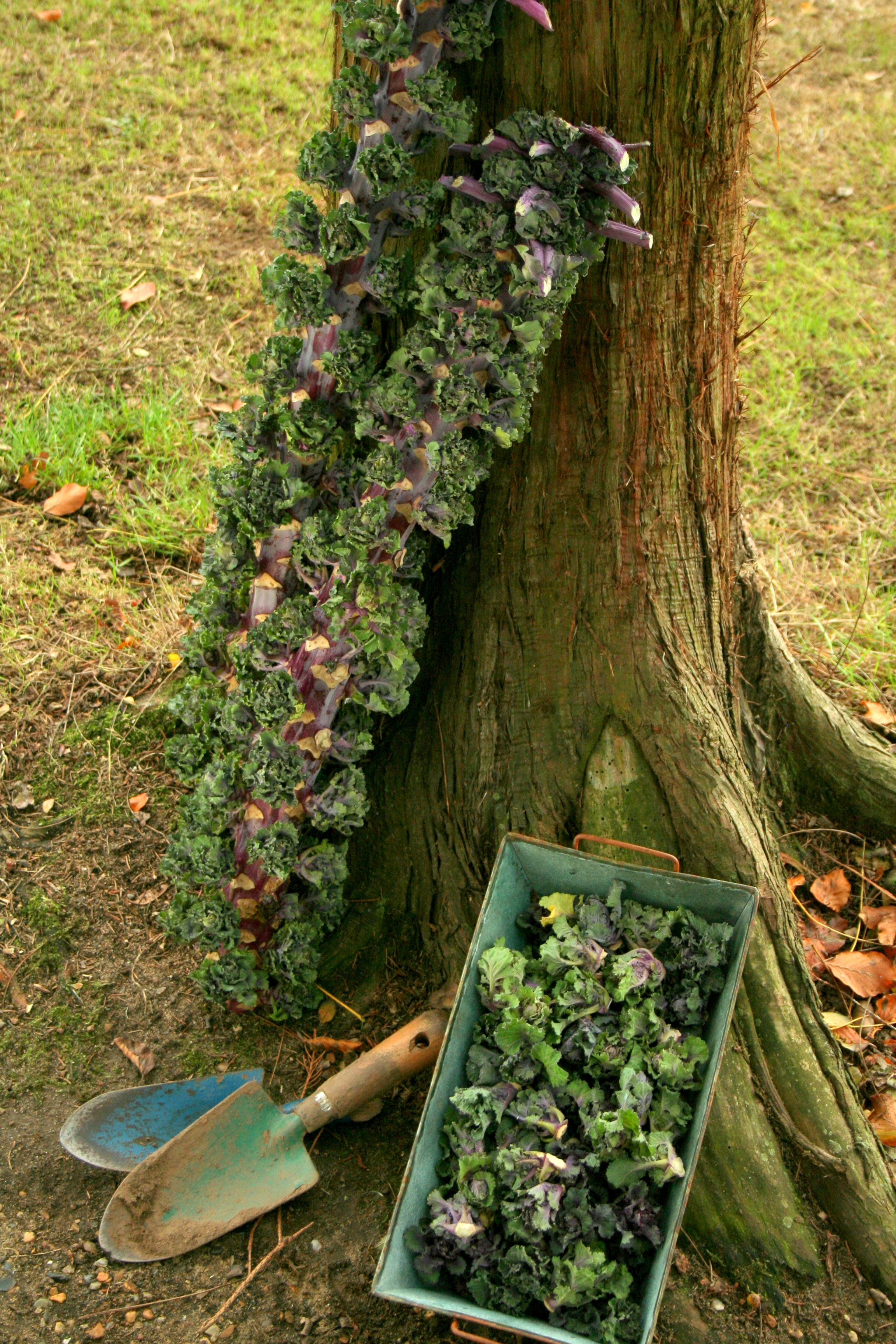
Tiges de Kalettes stem i brots individuals

El kalette o col de crespells és un híbrid entre la col verda (Brassica oleracea var. sabellica), kale en anglès, i les cols de Brussel·les (Brassica oleracea var. gemmifera) donant com a resultat una planta similar a la col de Brussel·les però els xicotets cabdells acaben obrint-se donant unes cols verdes menudes de fulles verdes i nervis porpra. Actualment, està molt de moda i es ven com un superaliment que pot consumir-se en cru o cuinat. A Regne Unit, on és de moda i s'ha efectuat aquest entrecreuament per una empresa, es coneix com a brots de col verda (kale sprouts). Aquest cultivar híbrid ha sorgit mitjançant l'entrecreuament de manera natural sense cap modificació genètica, mitjançant pol·linització creuada. Segons expliquen els seus creadors ha sigut un treball desenvolupat al llarg de 15 anys.
Són plantes molt productives, resistents a l'hivern, perfectes per al cultiu d'exterior. Li agrada els climes humits i requereix de dos mesos de fred per a donar la millor collita possible. Prefereix els sòls rics i ben drenats, amb un pH entre 5,6 i 6,8. Es col·locarà a una zona solejada (semi-ombra en climes càlids). Pot ser associat amb remolatxa, api, ceba i creïlla, evitant la proximitat de bajoques, maduixes i tomaques.
Cadascun dels seus congèneres que forma part d'aquest híbrid té les seues propietats, que les posseeix la kalette. Per una banda la col verda és rica en fibra i poques calories, ric en antioxidants i vitamina A, C i K, a més neteja l'organisme, absorbeix greixos i ajuda a reduir el colesterol. Conté una gran quantitat de ferro i de calci. Per l'altra banda la col de Brussel·les li atorga potassi, fòsfor, magnesi i sodi. Així, és bona per als còlics, excel·lent antiinflamatori i, fins i tot, podria tenir un paper bastant important en la regulació de la glàndula tiroides.
Cal dir que a l'Estat Espanyol es va presentar en Fruit attraction 2015, però de moment no es coneix massa i la seua comercialització és reduïda.